# 21 ніч з Патті
«21 ніч з Патті» (фр. 21 nuits avec Pattie) — французька кінокомедія 2015 року, поставлена режисерами Арно і Жан-Марі Лар'є.

## Сюжет
У середині літа 40-річна парижанка Кароліна (Ізабель Карре) приїжджає у невелике село на півдні Франції. Сюди її привела сумна подія: вона має організувати похорони своєї мами. Кароліна, яка не дуже ладнала з покійної матір'ю, знаходить нову подругу, місцеву жінку, на ім'я Патті (Карін Віар), яка посвячує її в місцеві плітки та знайомить з тими, хто дружив з її мамою. Кароліна дізнається багато чого про життя людей, з якими майже не спілкувалася, а відкриттям для неї стає успіх, який її мама мала у чоловіків.
Напередодні похоронів труна з тілом зникає, і ніхто не розуміє, як це могло статися.

## У ролях
| Ізабель Карре    | ···· | Кароліна Монтез |
| Карін Віар       | ···· | Патті           |
| Андре Дюссольє   | ···· | Жан             |
| Сержі Лопес      | ···· | Мануель Монтез  |
| Лоран Пуатрено   | ···· | П'єр, жандарм   |
| Дені Лаван       | ···· | Андре           |
| Філіп Реббо      | ···· | Жан-Марк        |
| Матильда Монньєр | ···· | Ізабель «Заза»  |

## Визнання
| Нагороди та номінації фільму «21 ніч з Патті» | Нагороди та номінації фільму «21 ніч з Патті» | Нагороди та номінації фільму «21 ніч з Патті» | Нагороди та номінації фільму «21 ніч з Патті» | Нагороди та номінації фільму «21 ніч з Патті» | Нагороди та номінації фільму «21 ніч з Патті» |
| Рік                                           | Кінофестиваль/кінопремія                      | Категорія/нагорода                            | Номінант                                      | Результат                                     |                                               |
| --------------------------------------------- | --------------------------------------------- | --------------------------------------------- | --------------------------------------------- | --------------------------------------------- | --------------------------------------------- |
| 2015                                          | МКФ у Сан-Себастьяні                          | Гран-прі Золота Мушля                         | 21 ніч з Патті                                | Номінація                                     |                                               |
| 2015                                          | МКФ у Сан-Себастьяні                          | Найкращий сценарій                            | Арно Лар'є, Жан-Марі Лар'є                    | Перемога                                      |                                               |
| 2016                                          | Премія «Люм'єр»                               | Найкращий актор                               | Андре Дюссольє                                | Номінація                                     |                                               |
| 2016                                          | Премія «Люм'єр»                               | Найкращий сценарій                            | Арно Лар'є, Жан-Марі Лар'є                    | Номінація                                     |                                               |
| 2016                                          | Премія Сезар                                  | Найкраща акторка другого плану                | Карін Віар                                    | Номінація                                     |                                               |